# Adam Hefter
Adam Hefter (ur. 6 grudnia 1871 w Prien am Chiemsee, Bawaria, zm. 9 stycznia 1970) – austriacki duchowny katolicki, biskup diecezjalny Gurk w latach 1914–1939.

## Życiorys
Święcenia kapłańskie otrzymał 22 lipca 1894 i inkardynowany został do diecezji Gurk.
26 grudnia 1914 cesarz Franciszek Józef I mianował go biskupem Gurk. Stolica Apostolska potwierdziła ten wybór 5 lutego 1915. Dwa dni później otrzymał sakrę, której udzielił ówczesny arcybiskup Salzburga abp Balthasar Kaltner. Na emeryturę z powodów zdrowotnych przeszedł 4 maja 1939. Otrzymał wówczas biskupią stolicę tytularną Marciana. W grudniu 1939 podniesiony został do rangi arcybiskupa ze stolicą Maximianopolis in Rhodope. Tytuł ten zachował do końca życia.
W chwili śmierci był najstarszym żyjącym biskupem katolickim.